# Allen (Kansas)
Allen – miasto w Stanach Zjednoczonych, w stanie Kansas, w hrabstwie Lyon.